# Bert van Sprang

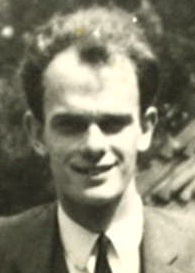
Bert van Sprang, zomer 1968, sterrenkunde-kamp, Vierhouten

Bernardus Wilhelmus Maria (Bert) van Sprang (Tilburg, 20 juni 1944 - Delft, 17 november 2015) was een Nederlands bestuurder. Hij was de oprichter van de Jongerenwerkgroep voor Sterrenkunde (JWG) van de Koninklijke Nederlandse Vereniging voor Weer- en Sterrenkunde (NVWS) in 1967. Van Sprang heeft in de jaren 60, 70 en 80 veel bijgedragen aan de populariteit van sterrenkunde onder jongeren in de leeftijd van 7 tot 20 jaar. Onder zijn leiding groeide de JWG uit tot een van de grootste jeugdverenigingen voor sterrenkunde ter wereld met ruim 1800 leden in Nederland. Hij was eveneens programmaleider van het Zeiss-planetarium van de Haagsche Courant in Den Haag, totdat dit in februari 1976 door brand werd verwoest.
In 1979 ontving hij de Simon Stevin-kijker en in 1987 werd een planetoïde, (3098) van Sprang, naar hem vernoemd.
In 1960 richtte van Sprang de Vereniging Jonge Sterrenkundige Amateurs op, voor amateurs tussen de 7 en 20 jaar.

## Betekenis voor de JWG
In 1967 sloot van Sprang zich met de Vereniging Jonge Sterrenkundige Amateurs als Jongerenwerkgroep aan bij de Nederlandse Vereniging voor Weer- en Sterrenkunde. Hij is initiatiefnemer voor tientallen afdelingen van de JWG. Naast oprichter van de JWG was van Sprang medeorganisator van vele tientallen sterrenkundige zomer- en weekendkampen, initiatiefnemer van de International Astronomical Youth Camps, auteur van tientallen brochures over uiteenlopende sterrenkundige onderwerpen, medeoprichter van de Belgische JVS (Jongeren Vereniging voor Sterrenkunde) en een centrale figuur in het grootschalige JWG-zelfbouwkijkerproject: onder zijn leiding zijn ca. 400 lenzenkijkers met een opening van 60 mm gebouwd door jongeren vanaf 9 jaar.

## Publicatie
- Bert van Sprang, Wegwijs in het zonnestelsel, Stichting Universum, 1988, ISBN 90-800205-1-6